# 斯塔克萊斯冰川
斯塔克萊斯冰川（英語：Stuckless Glacier），是南極洲的冰川，位於羅斯群島的布萊克島西南部，流經羅冰原島峰和貝克角，最終注入莫雷恩海峽，現時由南極條約體系管理。